# Пхокпун-хо
Пхокпун-хо (на корейски: 폭풍호) е севернокорейски основен боен танк. Първият му образец вероятно е създаден около 1990 година, макар първите тестове да са проведени на 16 февруари 2002 година (откъдето идва и западното му кодово название М-2002). Танкът е разработен на основата на Т-62 и Т-72, и съдържа елементи от Т-80, Т-90, Тип 88 и други танкове.

## Създаване
След разпада на СССР голяма част от съветските танкове Т-72 биват изведени от експлоатация и дадени за скрап. Северна Корея закупува известен брой от тези бракувани танкове и чрез обратна разработка започва да модифицира собствените си танкове. Вероятно през този период корейците се сдобиват с оборудване за Т-80. През 2001 година Ким Чен Ир посещава завода за танкове в Омск, където се произвеждат танковете Т-90. Севернокорейските военни са проявявали голям интерес към този модел и вероятно Пхокпун-хо е опит да се създаде машина с бойни възможности като Т-90. Други танкове, от които може би са били използвани технологии за създаването му, са китайския Тип 88, съветския Т-62 и американския Чийфтейн (нелегално внесен от Иран).
Предполага се, че до решението за създаването на Пхокпун-хо се е стигнало след Войната в Залива през 1991. Тогава иракските Т-72 са унищожени без проблем от американските М1 Ейбрамс. По това време Южна Корея е започнала въвеждането в експлоатация на К1, танк с подобни на американската машина възможности.
Серийното производство е възложено на танковия завод Рю Кьон-су, а дизайнът е на Второ машинно промишлено бюро.

## Дизайн
Тъй като в публичното пространство не съществуват снимки на танка, по-голямата част от информацията за него идва от дезертьори или се базира на предположения на експерти, следователно данните може да са неточни.

#### Въоръжение
Основното въоръжение на танка е 115 или 125-мм гладкостволно оръдие. Вероятно е възможно изстрелването на противотанкови ракети от самото оръдие. Допълнителното въоръжение включва една 14,5-мм тежка противовъздушна картечница, една сдвоена 7,62-мм картечница, и до 4 противотанкови и/или противовъздушни ракети. Вероятно това са местните копия на 9М14 Малютка (позната като Сусон-пхо) или 9К32 Стрела-2 (Хвасун-чон). В началите версии е забелязан само един ПЗРК, монтиран на купола.

#### Броня
Бронята на танка е от лята стомана, подсилена със стоманени, реактивни или композитни панели на купола.

#### Шаси
Пхокпун-хо е разработен върху шасито на Т-72М, и вероятно теглото му не превишава 45 тона. Машината има херметическа защита и уреди за поддържане на налягането във вътрешността на танка. Известно е, че Пхокпун-хо може да плува на дълбочина до 5 метра под водата с максимална безопасна скорост от 3 метра в секунда.